# Erin Chan
Erin Chan (Toronto, 23 de janeiro de 1978) é uma nadadora sincronizada canadiana, medalhista olímpica.

## Carreira
Erin Chan representou seu país nos Jogos Olímpicos de 2000, ganhando a medalha de bronze em Sydney 2000, com a equipe canadense, em 2004 terminaram na quinta posição. 